# Gabriel Macotela
Gabriel Macotela (Guadalajara, 7 de agosto de 1954) es un pintor, escultor, grabador, dibujante, escenógrafo, editor y músico mexicano.
Realizó sus estudios en la Escuela Nacional de Pintura, Escultura y Grabado "La Esmeralda" del Instituto Nacional de Bellas Artes (INBA) y completa su formación en la Escuela Nacional de Artes Plásticas de la UNAM, en el taller del maestro Gilberto Aceves Navarro. En 1977 funda Cocina Ediciones y en 1985 la librería El Archivero. A partir de 1976 realiza exposiciones individuales en la Ciudad de México y Monterrey. Ha participado en numerosas exposiciones colectivas en México y en el extranjero, tanto de pintura, escultura, y libros de artistas en Francia, India, Cuba, Brasil, Estados Unidos, Alemania y España.
Macotela recibió el reconocimiento del Fonca y se convierte en miembro del Sistema Nacional de Creadores (SNCA) durante el periodo 1993-1996.

## Premios
- 1980. Premio de adquisición. Salón Nacional de Pintura del INBA. Palacio de Bellas Artes. México, D.F.
- 1987. Mención Honorífica en la I Bienal de Cuenca. Cuenca, Ecuador.
- 1993. Premio. I Bienal Juguete Arte-Objeto. Museo José Luis Cuevas. México, D.F. Ingreso al SNCA del Fonca. México, D.F.
- 1997. Reingreso al SNCA del Fonca. México, D.F.

## Exposiciones individuales (selección)
- 1976. Casa del Lago. México, D.F. Teatro Calderón, Univ. Zacatecana, México.
- 1978. Pintura y Dibujo. Galería Pecanins, Mex. D.F. Casa de la Cultura, Monterrey, Mex. Casa de la Cultura, Guadalajara, Jal.
- 1985. Planos de Casa. Galería Arte Actual Mexicano. Monterrey, N.L., México.
- 1989. Personajes y su sombra. Consulado de México en Barcelona.
- 1993. Reencuentro de un poco de Tiempo en la Pintura y la Escultura. ITESM Campus Edomex. Una mirada al siglo XXI. Inst. Mexicano del Seguro Social, Mex. D.F.
- 1997. Moneda Coladera. Nuestra Economía. Museo de Arte Carrillo Gil, Méx. D.F. Obra Gráfica. Poliforum Sequeiros, Méx. D.F.
- 2000. Obra Gráfica. Galería del Centro de Artes Visuales “La Tolvanera”, Sn. Luis Potosí.
- 2003. Apariencia y Transfiguración. Galería López Quiroga. México, D.F.
- 2005. Recintos y Moradas, Gabriel Macotela: Obra Reciente. Galería Croquis. CAD. México, D.F.
- 2008. Aventura de la Mirada: Gabriel Mas oye la casa de mi me la casa de mi me la casa. gu. co. México, D.F.

## Exposiciones colectivas (selección)
- 2016. Platica Universidad La Salle Laguna
- 1977. Bienal de Jóvenes en París. Museo de Arte Moderno. París, Francia.
- 1978. Primer Salón Nacional de Pintura. Museo del Palacio de Bellas Artes. México, D.F.
- 1980. 20 Pintores Contemporáneos Mexicanos. Casa de las Américas. La Habana, Cuba.
- 1986. Confrontación 86. Museo del Palacio de Bellas Artes. México, D.F.
- 1993. Europalia 93. Museum Voor Moderne Kunst. Ostende, Bélgica.
- 2001. Homenaje a Gunther Gerzso. Galería López Quiroga. México, D.F.
- 2003. Los Artistas de las Pecanins. Galería Pecanins. México, D.F.
- 2005. Diferentes años. Museo Fernando García Ponce. Mérida, Yuc., México.
- 2007. Aportaciones. Cincuenta Aniversario de la Colección Pago en Especie de la SHCP. Museo de la SHCP. México, D.F.
- 2008. De Artistas e Impresores: Espacios de Intersección Creativa. Museo Nacional de la Estampa. México, D.F.
- 2013. Tres décadas, un Maestro, Museo Torres Bicentenario, Estado de México[3]